# Chiese dipinte nella regione dei monti Troodos
Le Chiese dipinte nella regione dei monti Troodos (in greco: Τοιχογραφημένοι ναοί στην περιοχή του όρους Τρόοδος) sono un Patrimonio dell'umanità dell'UNESCO e si trovano nel centro dell'isola di Cipro.
Si tratta di 10 edifici (nove chiese ed un monastero) costruiti in epoca bizantina, tra l'XI e il XVI secolo, e disseminati nella catena montuosa dei Monti Troodos, che occupa gran parte della superficie dell'isola. Fra le vette delle montagne, vennero erette nel corso dei secoli alcune chiese e monasteri, quasi tutti decorati con affreschi che ben rappresentano l'evoluzione pittorica nella cultura di Cipro.
Gli edifici protetti dall'UNESCO sono (fra parentesi il villaggio in cui si trovano):
- Chiesa di San Nicola del Tetto (Kakopetria)
- Monastero di Agios Ioannis Lampadistis (Kalopanayiotis)
- Chiesa di Panagia Phorviotissa (Nikitari)
- Chiesa di Panagia tou Arakou (Lagoudhera)
- Chiesa di Panagia (Moutoullas)
- Chiesa di Archangelos Michael (Pedhoulas)
- Chiesa di Timios Stavros (Pelendria)
- Chiesa di Panagia Podhithou (Galata)
- Chiesa di Stavros Agiasmati (Platanistasa)
- Chiesa di Metamorphosis tou Soteros (Palaichori)

Inizialmente, nove di queste chiese facevano parte del gruppo selezionato dall'UNESCO nel 1985, e la chiesa di Palaichori è stata aggiunta alla lista nel 2001. La chiesa di Panagia Chrysokourdaliotissa a Kourdala, Spilia, è stata proposta nel 2002 come possibile ampliamento.

## Descrizione

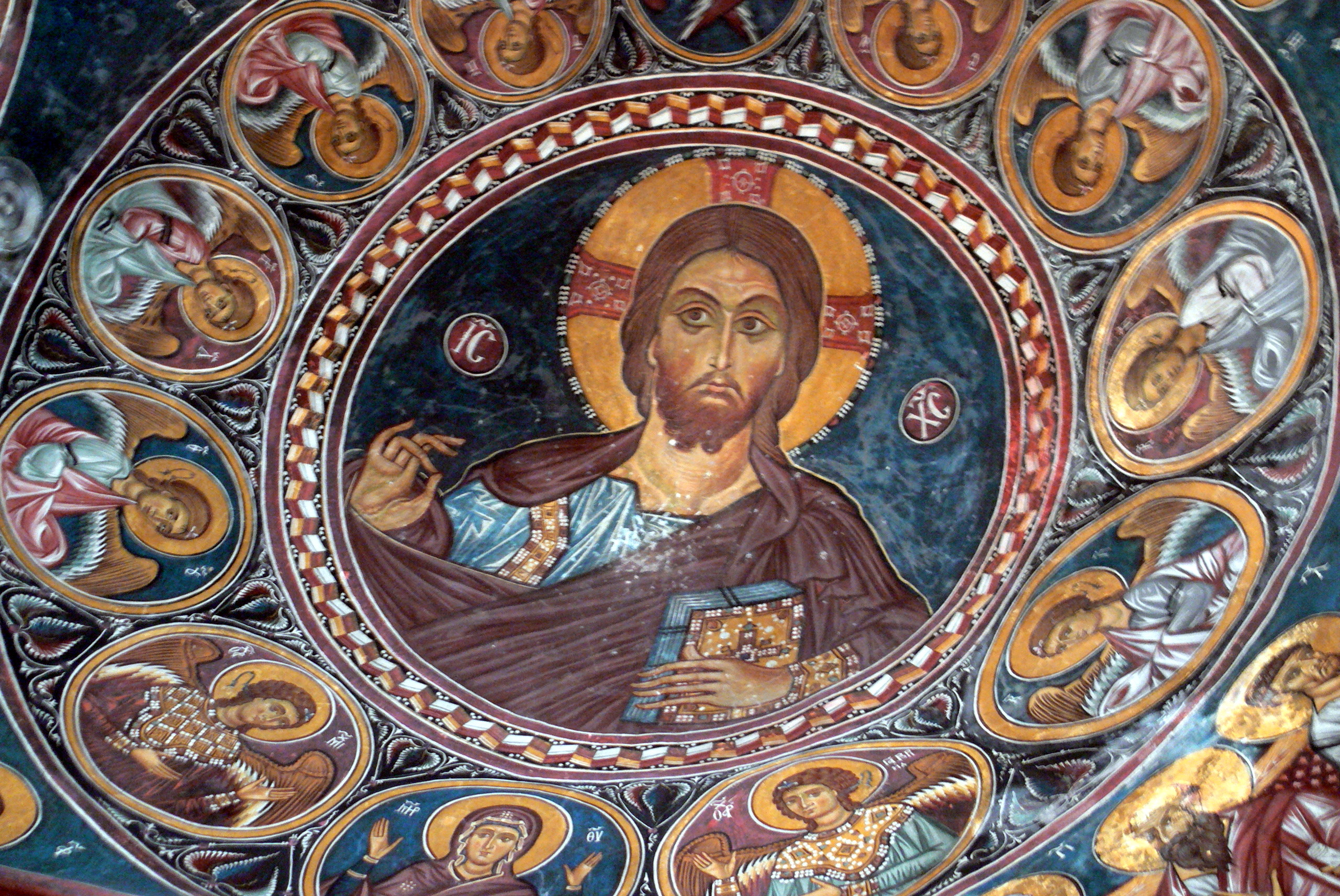
Asinou, chiesa di Panagia Phorbiotissa: affresco del Cristo Pantocratore.

Nel 965 d.C., Cipro fu annessa all'Impero bizantino nelle guerre arabo-bizantine. In un periodo di 500 anni fino al XVI secolo, molte chiese bizantine sono state costruite nella regione di Troödos.  In effetti, questa regione ospita una delle più grandi concentrazioni di monasteri e chiese dell'ex impero bizantino. Il sito Patrimonio dell'Umanità comprende una varietà di chiese, che vanno dalle piccole cappelle ai grandi monasteri. Questi siti dimostrano la gamma di influenze architettoniche e artistiche che hanno interessato Cipro durante l'intero regno bizantino.  Tuttavia, tutti i siti mostrano alcuni elementi architettonici unici di Cipro, tra cui tetti in legno a falde ripide con tegole.